# Rządz (Grudziądz)
Rządz (niem. Rensen, Rondsen) – dzielnica Grudziądza, której obszar leży w granicach miasta od 1954 roku.

## Położenie
Dzielnica położona jest w południowo-zachodniej części miasta na skarpie nadwiślańskiej. Na zachodzie graniczy z Mniszkiem i Lasem Komunalnym, natomiast na północy z dzielnicą Strzemięcin i Nadbrzeżem Wiślanym.

## Toponimia
Znaczenie nazwy Rządz nie jest znane. W dawnych tekstach nazwa obecnej dzielnicy występuje pod różnymi wersjami: Rensen, Renzen, Renssin, Rensin i Rondsen. K. Ślaski wysuwa tezę, iż Rządz, tak jak wiele innych nazw miejscowości ziemi chełmińskiej jest pochodzenia pruskiego. Początkowo nazwa ta dotyczyła tylko jeziora Rządzkiego.

## Podział administracyjny
Dzielnica Rządz dzieli się na poszczególne części (osiedla): 
- Stary Rządz
- Osiedle Rządz
- Nowy Rządz
- Rządz Przemysłowy
- Dębowe Wzgórze

## Historia
Według badań archeologicznych tereny dzielnicy Rządz były zamieszkiwane już w epoce brązu i wczesnego okresu epoki żelaza (około 1300 do 200 r. p.n.e). Rozwój osady datuje się na lata 150 do 450 n.e. czyli na okres lateński i wpływów rzymskich. W 1883 roku odsłonięto tu 890 grobów, a w nich ponad 1600 zabytkowych przedmiotów. W późniejszych latach odkryto grób z wyposażeniem w narzędzia kowalskie i militarne, takie jak groty, tarcze i miecze. Na podstawie tych danych archeolodzy sądzą, że istniał tu ośrodek metalurgiczny i kowalski. 
Tuż nad prawym brzegiem Wisły, przy osadzie ciągnęło się jezioro Rządz. Było długie i bardzo wąskie. Oddzielało powiat chełmiński od grudziądzkiego. Historycznym był tu dzień św. św. Wita i Modesta – 15 czerwca 1243, w którym toczyła się bitwa pomiędzy Prusami a Krzyżakami. Zginęło w niej 1 200 ludzi, natomiast z 400 rycerzy ocalało tylko 10. 
W 1410 roku rozbudowany folwark Rządz otrzymał od Polaków po bitwie grunwaldzkiej 100 marek zadośćuczynienia za zniszczenia. Właścicielem Folwarku aż do 1736 był komtur grudziądzki.  
Majątek Rządza został przekazany, dokumentem królewskim, na 27 lat w dzierżawę Chrystianowi i Annie Blombeck. Po 1772 Blomberck otrzymali kontrakt dziedziczny, dzierżawiony z prawem warzenia piwa i pędzenia wódki na potrzeby karczmy w Mniszku, którą również Blombeck otrzymali w dzierżawę. 
W 1802 Rządz przeszedł w posiadanie rodziny Hoffów. Otrzymali oni dodatkowo 221 mórg i 110 prętów terenów leżących pomiędzy ich obecnymi dobrami a wsią Rudnik (obecnie będącej w granicach dzielnicy Mniszek). Podczas oblężenia Grudziądza przez wojska napoleońskie w 1807 roku folwark Rządz pełnił rolę lazaretu, kierowanego przez dr. Peternicka. 
W 1868 Rządz składał się 38 zabudowań, w tym 19 mieszkalnych ze 195 mieszkańcami. W 1910 liczył już 325 osób i miał obszar 772,5 ha. Natomiast w 1931 liczba mieszkańców wynosiła już 538 osób.
W 1984 roku powstało tutaj pierwsze osiedle mieszkaniowe w wyniku rozstrzygnięcia konkursu na zagospodarowanie przestrzenne Rządza, który odbył się w 1974 roku. Pierwszy budynek Spółdzielni Mieszkaniowej oddano do użytku 5 listopada 1984 roku.

## Ulice
- Bołtucia
- Gąsiorowskiego
- Hubala (do 1990 r. ul. Związku Młodzieży Polskiej)
- Konstytucji 3 maja
- Kulerskiego
- Łęgi
- Mastalerza
- Sobieskiego
- Sujkowskiego
- Rakowskiego
- Sosnkowskiego (do 2016 r. ul. Leona Kruczkowskiego)

## Zabudowa
Zabudowa dzielnicy jest różnorodna. W najstarszej części dzielnicy, w Starym Rządzu, usytuowane są domy jednorodzinne i dawne budynki po PGR-owskie. Na osiedlu Rządz występują natomiast bloki wielkopłytowe z lat 80. zarządzane przez Spółdzielnię Mieszkaniową. Nowy Rządz charakteryzuje się nowoczesną, szeregową zabudową domków jednorodzinnych, zaś na osiedlu Dębowe Wzgórze są usytuowane nowoczesne bloki, domy jednorodzinne, bliźniacze oraz szeregowe.

## Komunikacja
Rządz jest dobrze skomunikowany z innymi dzielnicami miasta. Na osiedlu Rządz kursują tramwaje linii numer 2 oraz autobusy linii numer: 4, 10, 14, 16, 17, 19, 21 i nocna "N". Przy ulicy Konstytucji 3 Maja znajduje się pętla tramwajowa "Rządz", gdzie zawraca tam "dwójka". Ponadto przy ulicy Łęgi usytuowana jest pętla autobusowa "Rządz", gdzie bieg kończą i rozpoczynają linie: 4 i 14. Od 2024 r. ma także przystanek kolejowy PKP przy ul. Południowej jako Grudziądz Rządz.

## Życie dzielnicy
- Szkoła Podstawowa nr 20 im. 18 Pułku Ułanów Pomorskich. Mieszkańcy mogą korzystać z mieszczącego się przy powyższym zespole szkół basenu oraz boiska orlik
- Kościół parafii pod wezwaniem św. Stanisława, Biskupa i Męczennika i św. Teresy od Dzieciątka Jezus[13]
- Powstał tutaj pierwszy w mieście i pierwszy w województwie toruńskim hipermarket sieci Real (później Auchan), który funkcjonował do 30 września 2020 r.